# Тоддалия
Тодда́лия (лат. Toddalia) — монотипный род цветковых растений в составе семейства Рутовые (Rutaceae). Единственный вид — Тоддалия азиатская. Типовой род подсемейства Toddalioideae.

## Название
Научное название Toddalia было впервые употреблено Антуаном Лораном де Жюссьё в 1789 году. Оно образовано от народного малайского названия этого растения — koka-toddali.

## Ботаническое описание
Тоддалия — сильно ветвящийся, иногда лазающий кустарник с небольшими шипами, молодые ветки и листья железисто-опушённые. Листья очерёдные, на черешках до 4 см длиной, разделены на 3 сидячих листочка, боковые из которых асимметричные. Обе поверхности листовой пластинки железистые, края пластинки цельные или неясно тупозубчатые.
Соцветия метёльчатые, располагаются на концах веток и в пазухах верхних листьев. Прицветники линейные, быстро опадающие. Цветки однополые, с 5 лепестками до 5 мм длиной. Тычинки в мужских цветках в количестве 5, супротивные по отношению к лепесткам, нитевидные. Пестики с уплощённым пятидольчатым рыльцем. Завязь 5—7-гнёздная.
Плод — шаровидная деревянистая костянка с 3—7 гнёздами, в каждом из которых по 1 фасолевидному семени.

## Ареал
Родина тоддалии — Юго-Восточная Азия (Китай, Индия), Мадагаскар, Маврикий, Сейшельские, Коморские и Маскаренские острова. Завезена в Африку.

## Использование
Плоды тоддалии в кухне народов Азии используются в качестве приправы, заменяющей чёрный перец.
Тоддалия содержит различные алкалоиды (тоддалин, тоддалинин, скиммианин), её кора в Европе ранее использовалась для лечения малярии. В корнях растения содержатся кумарины — тодданол, тодданон, тоддазин, пимпинеллин, изопимпинеллин и тоддалолактон.

## Классификация
|  |                                      |  |                                                               |                                                               |                   |  | ещё 8 семейств (согласно Системе APG III) | ещё 8 семейств (согласно Системе APG III) |                            |  |                        |  | ещё более 100 родов | ещё более 100 родов |  |
|  |                                      |  |                                                               |                                                               |                   |  | ещё 8 семейств (согласно Системе APG III) | ещё 8 семейств (согласно Системе APG III) |                            |  |                        |  | ещё более 100 родов | ещё более 100 родов |  |
|  |                                      |  |                                                               | порядок Сапиндоцветные                                        |                   |  |                                           |                                           | подсемейство Toddalioideae |  |                        |  |                     |                     |  |
|  |                                      |  |                                                               | порядок Сапиндоцветные                                        |                   |  |                                           |                                           | подсемейство Toddalioideae |  | вид Тоддалия азиатская |  |                     |                     |  |
|  | отдел Цветковые, или Покрытосеменные |  |                                                               |                                                               | семейство Рутовые |  |                                           |                                           | род Тоддалия               |  |                        |  |                     |                     |  |
|  | отдел Цветковые, или Покрытосеменные |  |                                                               |                                                               |                   |  |                                           |                                           |                            |  |                        |  |                     |                     |  |
|  |                                      |  | ещё 58 порядков цветковых растений (согласно Системе APG III) | ещё 58 порядков цветковых растений (согласно Системе APG III) |                   |  |                                           | ещё 4 подсемейства                        | ещё 4 подсемейства         |  |                        |  |                     |                     |  |
|  |                                      |  |                                                               | ещё 58 порядков цветковых растений (согласно Системе APG III) |                   |  |                                           |                                           | ещё 4 подсемейства         |  |                        |  |                     |                     |  |

### Синонимы
Рода:
- Cranzia Schreb., 1789, nom. illeg.
- Rubentia Bojer ex Steud., 1841, nom. illeg.
- Scopolia Sm., 1790, nom. illeg.

Вида:
- Aralia labordei H.Lév., 1914
- Cranzia aculeata (Sm.) Oken, 1841
- Cranzia asiatica (L.) Kuntze, 1891
- Cranzia nitida Kuntze, 1891
- Limonia oligandra Dalzell, 1850
- Paullinia asiatica L., 1753basionym
- Rubentia angustifolia Bojer ex Steud., 1841
- Scopolia aculeata Sm., 1790, nom. illeg.
- Scopolia angustifolia Spreng., 1824
- Toddalia aculeata (Sm.) Pers., 1805, nom. illeg.
- Toddalia angustifolia Lam., 1793
- Toddalia floribunda (Wall.) Wall., 1832
- Toddalia nitida Lam., 1793
- Toddalia rubricaulis Roem. & Schult., 1819
- Toddalia tonkinensis Guillaumin, 1945
- Zanthoxylum floribundum Wall., 1829